# Ortosa (mineral)

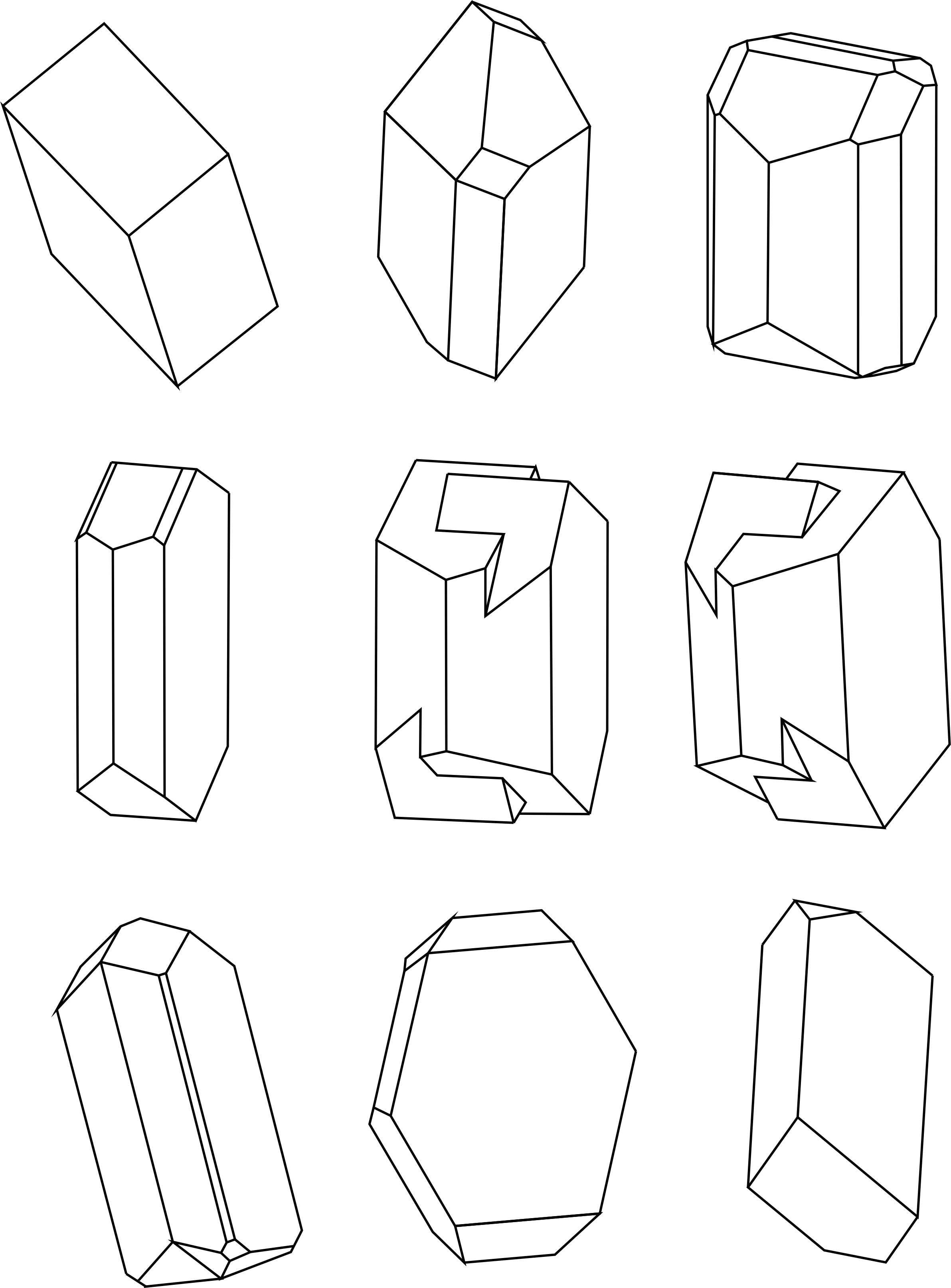
Selecció d'hàbits de l'ortosa

L'ortosa, ortòclasi, feldespat ortosa o espat ortosa, és un mineral de la classe dels silicats (tectosilicats), del grup dels feldespats; és un feldespat potàssic classificat dins de la sèrie celsiana-ortosa. És un dels minerals formadors de les roques més abundants en l'escorça terrestre. També es coneix amb el nom de feldespat o feldespat ortosa, però aquests noms no són del tot correctes, ja que no defineixen al mineral sinó a un grup de minerals del qual l'ortosa en forma part. L'ortosa és un mineral polimorf de la kokchetavita, la microclina i la sanidina. Forma sèrie amb la hialofana (fórmula de la sèrie: (K,Ba)[Al(Si,Al)Si₂O₈] - K(AlSi₃O₈)) i amb la celsiana (fórmula de la sèrie: Ba(Al₂Si₂O₈) - K(AlSi₃O8)). És un mineral metamòrfic.

## Etimologia
L'ortosa va ser anomenada l'any 1801 per Rene Just Haüy, a partir dels termes grecs ortho i kalo, que signifiquen «recte» i «trencament», respectivament («trencament recte»). Això es deu a l'exfoliació característica d'aquest mineral, que és perfecta segons dos plans gairebé ortogonals entre si. El nom va ser canviat a ortòclasi l'any 1823 per Johann Friedrich August Breithaupt.

## Classificació
Segons la classificació de Nickel-Strunz, l'ortosa pertany a «09.FA - Tectosilicats sense H₂O zeolítica, sense anions addicionals no tetraèdrics» juntament amb els següents minerals: kaliofil·lita, kalsilita, nefelina, panunzita, trikalsilita, yoshiokaïta, megakalsilita, malinkoïta, virgilita, lisitsynita, adularia, anortoclasa, buddingtonita, celsiana, hialofana, microclina, sanidina, rubiclina, monalbita, albita, andesina, anorthita, bytownita, labradorita, oligoclasa, reedmergnerita, paracelsiana, svyatoslavita, kumdykolita, slawsonita, lisetita, banalsita, stronalsita, danburita, maleevita, pekovita, lingunita i kokchetavita.

## Propietats

### Estructura cristal·lina
Com tots els feldpats, l'ortosa presenta una estructura similar a la d'aquest grup mineral. L'estructura cristal·lina dels feldespats es troba normalment en un marc aluminosilicatat, els intersticis del qual es troben omplerts per àtoms alcalins i alcalinoterris. Aquest marc aluminosilicatat consisteix en àtoms d'oxigen a les cantonades dels tetraedres. Cada oxigen és el vèrtex de dos tetraedres, i cada tetraedre presenta un àtom de silici o alumini al centre (denominats T). Cada silici (Si+4) neutralitza electroestàticament els quatre oxígens del tetràedre; en el cas de l'alumini (Al+3), els oxígens no es neutralitzen, i el conjunt resta amb una càrrega negativa. El balanç de càrregues és llavors mantingut per l'entrada d'àtoms de grans dimensions (denominats M) dins dels intersticis. Com a conseqüència de que hi ha un interstici per cada quatre tetràedres i els intersticis solen estar ocupats, la fórmula ideal dels feldespats és MT₄O₈. Per als àtoms M monovalents (com ara sodi o potassi), un dels àtoms T és alumini; per a àtoms divalents M (com calci o bari), dos dels àtoms T són alumini.

### Color
El color característic de l'ortosa és el rosa carn, més o menys intens, però també pot ser blanca, grisa, vermellosa o, més rarament, groga o blava.

## Varietats
La varietat més comuna de l'ortosa és l'adulària. Aquesta és una varietat més ordenada de baixa temperatura de l'ortosa o parcialment desordenada de la microclina. És típica dels massissos alpins. Es caracteritza per la seva brillantor, més vítria que la de l'ortosa, i per ser translúcida (i fins i tot transparent). Pot presentar, a més, inclusions d'altres minerals alpins, com clorita, hematites, rútil, actinolita, etc. Cristal·litza a temperatures inusualment baixes, en venes hidrotermals, el que fa difícil d'apreciar en quin sistema cristal·litza. Aquestes propietats la fan apta per a la talla i la confecció de caboixons. Es va descriure per primera vegada a les muntanyes Adula de Suïssa. La valencianita és un tipus d'adulària que es troba a la mina Valenciana (estat de Guanajuato, Mèxic).
L'aglaurita és una varietat que presenta reflexions de color blau; va ser descrita originalment a Teplitz, Bohèmia, República Txeca. L'ortosa arsènica, és una varietat estretament relacionada amb la filatovita, l'anàleg d'arsènic de l'ortosa; ha estat descrita al volcà Tolbàtxik, a Kamchatka. La delawarita és una varietat de l'ortosa amb lluïssor nacrada.

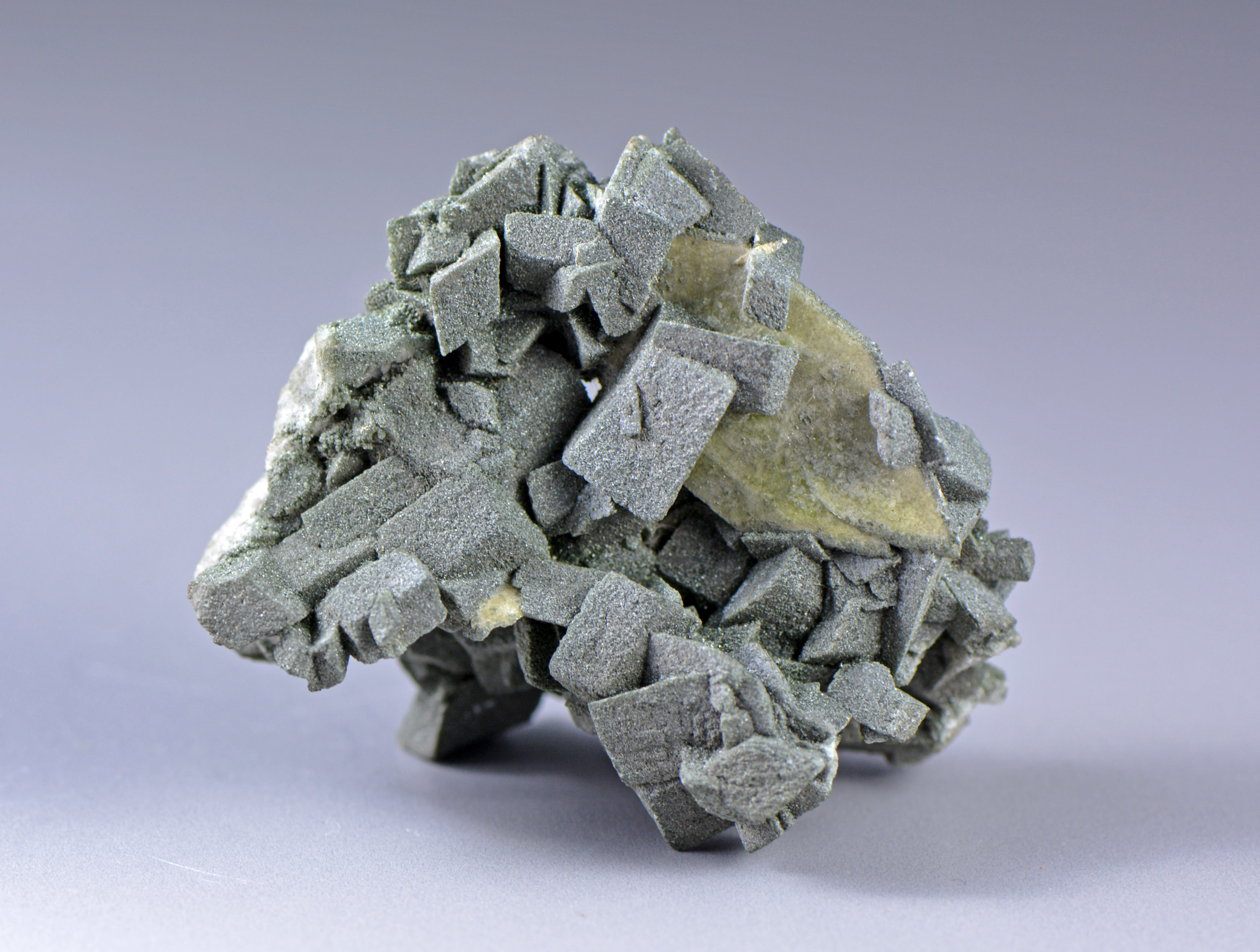
Adulària, procedència desconeguda
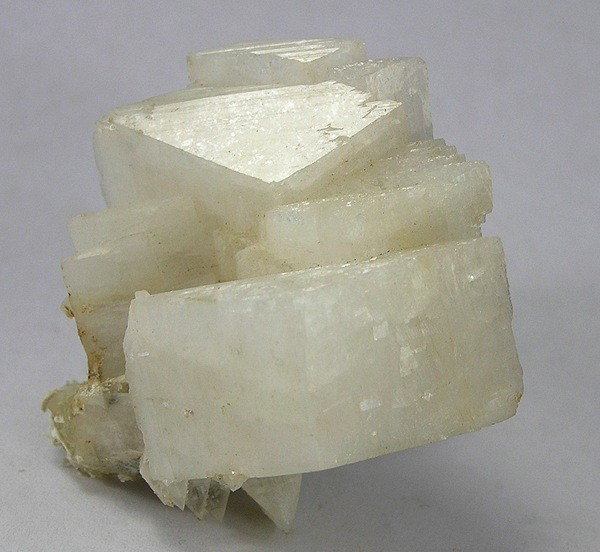
Adulària, procedent de Suïssa

## Paragènesi
Tant l'ortosa com l'adularia s'associen als altres minerals que formen el granit, és a dir, el quars (cristall de roca, fumat o ametista) i la mica moscovita, encara que també a molts altres com l'andalusita, l'epidot, l'actinolita, el beril, la turmalina o l'albita.
L'ortosa apareix en forma de grans arrodonits o en seccions de cristalls ben formats. Quan cristal·litza ho fa en prismes columnars, de vegades de grans dimensions, que fins i tot es poden arribar a mesurar en tones de pes. Són comuns les macles (agregats geomètrics) de dos vidres i, entre elles, les més habituals són les de Baveno-Manebach, en els cristalls prismàtics, i la de Carlsbad, formada per dos cristalls tabulars.

## Localització
L'ortosa és feldespat comú, formador de granits, pegmatites granítiques i sienites. També es troba en cavitats en basalts, en roques metamòrfiques d'alt grau, i com a resultat d'alteració potàssica hidrotermal.